# Barrio de Guadalupe, Tamazunchale
Barrio de Guadalupe är en ort i Mexiko.   Den ligger i kommunen Tamazunchale och delstaten San Luis Potosí, i den sydöstra delen av landet, 200 km norr om huvudstaden Mexico City. Barrio de Guadalupe ligger 172 meter över havet och antalet invånare är 970.
Terrängen runt Barrio de Guadalupe är kuperad åt nordost, men åt sydväst är den bergig. Barrio de Guadalupe ligger nere i en dal. Runt Barrio de Guadalupe är det ganska tätbefolkat, med 60 invånare per kvadratkilometer. Närmaste större samhälle är Tamazunchale, 10,2 km öster om Barrio de Guadalupe. I omgivningarna runt Barrio de Guadalupe växer i huvudsak städsegrön lövskog.